# I Did It for Love
"I Did It for Love" é uma canção da cantora pop sul-coreana BoA, com a participação do produtor musical e cantautor norte-americano Sean Garrett. A canção é o segundo single de seu álbum de estreia em inglês epônimo, BoA. A faixa foi escrita e produzida por Garrett, Melvin K. Watson Jr. e Matthew I. Irby. O single foi lançado em 2 de junho de 2009.

## Antecedentes
Em 17 de fevereiro de 2009, a SM Entertainment USA lançou um clipe de 1:30 da canção no Myspace, Facebook, YouTube, Imeem e iLike. A canção é sobre uma mulher que foi ferida por seu namorado, e apesar do fato de ele partir, ela continua a amá-lo.

## Videoclipe
O videoclipe de "I Did It for Love" foi gravado por Joseph Kahn em janeiro de 2009 no Ren-Mar Studios, em Hollywood. Foi lançado em 15 de abril de 2009 na página de BoA no Myspace. O videoclipe incorpora os temas da água, do misticismo e a cor preta, e uso de um leque por BoA, para produzir uma sensação oriental para o vídeo.

## Apresentações ao vivo
BoA apresentou essa canção, assim como "Eat You Up", no Universal CityWalk, em 21 de março de 2009. BoA também apresentou a canção no MTV Video Music Awards Japan 2009 junto com Sean Garrett.

## Lista de faixas
1. I Did It For Love (King Britt Main Mix Vox Up)
2. I Did It For Love (King Britt Main Mix)
3. I Did It For Love (King Britt Instrumental)
4. I Did It For Love (King Britt Radio Mix)
5. I Did It For Love (Radio Edit)
6. I Did It For Love (DJ Escape & Johnny Vicious Main Mix)
7. I Did It For Love (DJ Escape & Johnny Vicious Dub Mix)
8. I Did It For Love (DJ Escape & Johnny Vicious Instrumental)
9. I Did It For Love (DJ Escape & Johnny Vicious Acapella)
10. I Did It For Love (DJ Escape & Johnny Vicious Radio Mix)

## Desempenho nas paradas
"I Did It for Love" entrou no Billboard Hot Dance Club Play na 41ª posição, até subir para a 19ª posição.
| Parada (2009)                      | Melhor posição |
| ---------------------------------- | -------------- |
| U.S. Billboard Hot Dance Club Play | 19             |

## Créditos
- Vocais: BoA, Sean Garrett
- Composição: Sean Garrett, Melvin K. Watson Jr. e Matthew I. Irby.
- Produção: Sean "The Pen" Garrett, The Phantom Boyz